# Los Tres Ases
Los Tres Ases es el nombre de un trío romántico de México. 

## Historia
En la década de 1950, era un hecho común la presentación de tríos románticos en los cabarets de Ciudad de México. Por esos días, Juan Neri, director del  Trío Culiacán, fundado en 1947, invitó a Marco Antonio Muñiz Vega a suplir la ausencia de uno de sus integrantes. Neri quedó complacido y decidió dejar a Marco Antonio de forma permanente, quien de esta manera se inició como intérprete de boleros.
Al poco tiempo, a sugerencia del “manager”, el trío pasó a llamarse «Los Tres Ases». En esta primera formación, estuvo compuesto  por Juan Neri, primera voz, requinto y director, Héctor González Pineda, segunda guitarra y voz y Marco Antonio  como maraquero, tercera voz y también como voz  solista.  Esta formación original representó la edad de oro del grupo y dejó como legado 8 LD grabados, incluyendo  canciones como   “El reloj”, “Tu me acostumbraste”, “Historia de un amor”, “Estoy perdido”, “La enramada” y “Regálame esta noche” entre otras. 
Los Tres Ases se presentaron en Cuba, Puerto Rico, Santo Domingo, Venezuela y Colombia, y otros países de  América hasta que en 1960,  Marco Antonio Muñiz dejó el trío y decidió lanzarse como solista. Aunque la salida de Marco Antonio fue un duro golpe para el grupo esto no significó su desaparición. En 1969, Neri falleció de manera trágica y Héctor González con otros nuevos integrantes continuaron la vida artística del trío, que llegó a completar una carrera de más de 50 años.
En el 2009 falleció Héctor González,  lo que puso punto final a la vida artística del trío. González dejó una carta notarial para evitar que se siguiera utilizando el nombre.